# John Barrymore
John Barrymore, John Sidney Blyth (Philadelphia, 1882. február 15. – Los Angeles, 1942. május 29.) amerikai színész.
Barrymore híres színész dinasztia tagja. Szülei híres színpadi színészek voltak, bátyja az Oscar-díjas Lionel Barrymore, de nővére Ethel Barrymore szintén elismert színésznő volt. Ezenkívül apai ágon Drew Barrymore nagyapja.
A filmiparban betöltött szerepének köszönhetően csillagja megtalálható a Hollywood Walk of Fame-en.

## Fiatalkora
1882-ben látta meg a napvilágot apai nagyanyja philadelphiai házában igazi színészfamília sarjaként. Édesapja Maurice Barrymore angol születésű híres színpadi színész, édesanyja Georgiana Drew színésznő volt. Míg anyai nagyanyja Louisa Lane Drew elismert 19. századi angol színésznő és színházi menedzser volt, ő kezdte belenevelni a színészetet Johnba és testvéreibe.
A jónevű jezsuita szellemiségű Georgetown Előkészítő Iskolába járt, de 1898-ban eltanácsolták az intézményből, amikor rajtakapták, hogy egy bordélyházat látogatott meg. A későbbiekben művészetet tanult, és rövid ideig New York-i lapoknál is dolgozott, míg eldöntötte, hogy folytatja a családi hagyományokat és színész lesz. Első színpadi fellépése 1903-ban volt, két évvel később már Londonban is játszott.
1901-ben és 1902-ben a fiatal modell Evelyn Nesbitnek udvarolt, majd négy évvel később egy olyan pletyka kezdett el keringeni, hogy teherbe ejette a lányt, majd abortuszra beszélte rá, amit vakbélműtétnek álcáztak. 1906-ban Nesbit másik szeretőjét, a híres építész Stanford White-ot meggyilkolta Nesbit férje, a pittsburghi milliomos Harry K. Thaw. A tárgyalás során a védelem beidézte Barrymore-t is, mint Nesbit "erkölcstelenségének" egyik bizonyítékát. Az abortuszt Barrymore és Nesbit is eskü alatt tagadta.
A helyszínen élte át az 1906-os San Franciscó-i földrengést is.

## Karrierje
Színészi karrierjét a színpadon kezdte, ahol legnagyobb sikereit Shakespeare darabokkal érte el, emlékezetes alakításokat nyújtott III. Richárd és Hamlet szerepében, az utóbbit 101 alkalommal is előadták a Broadwayen.

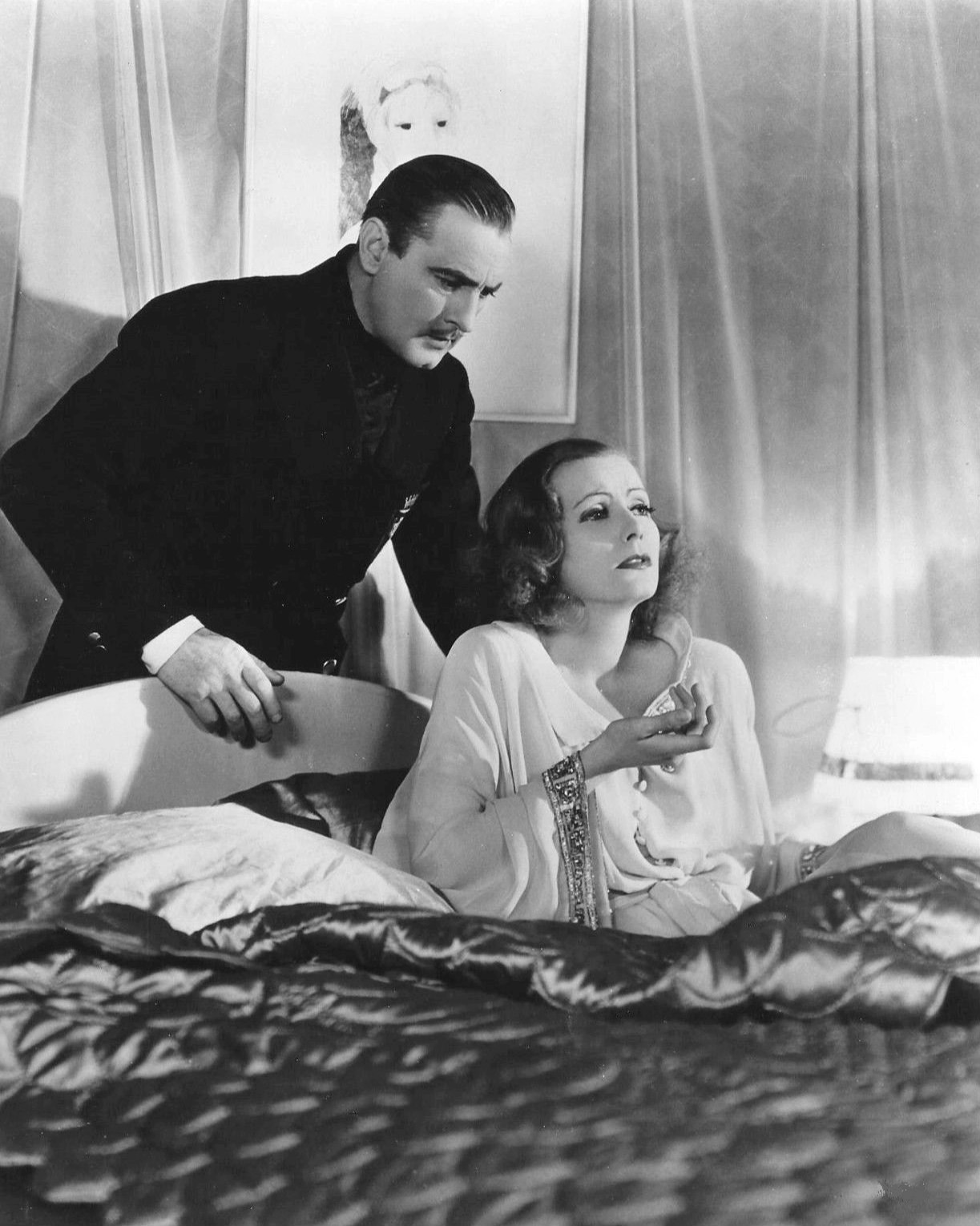
Greta Garbóval a Grand Hotelben

Filmes pályafutása 1912 körül indult. Ebben az évben és 1913-ban néhány rövidfilmben felbukkan a Jack Barrymore név, mint statiszta. Bár arra nincs bizonyíték, hogy az illető John Barrymore-t takarta volna. Eleinte azért kezdett a filmiparban dolgozni, mert anyagilag jobban megérte a színháznál, és köztudott volt, hogy Barrymore utált egy színdarab kedvéért keresztülturnézni az Egyesült Államokat. A kezdetekben csak a színházi szezon szünetében, majd később egyre gyakrabban forgatott. Lionel bátyja sikerei is egyre jobban ösztökélték.
Olyan sikeres némafilmekben szerepelt, mint a Dr. Jekyll és Mr. Hyde (1920)., Sherlock Holmes (1922). vagy a Don Juan (1926). Mikor betörtek a hangosfilmek, színdarabokban edzett hangja új dimenziót nyitott számára a filmszakmában.
Legemlékezetesebb korai hangosfilmjei a Moby Dick (1930) - ahol Ahab kapitányt játszotta -, a Svengali (1931) és a Grand Hotel (1932) volt. Olyan híres színésznők voltak a partnerei ezekben az években, mint Greta Garbo, Katharine Hepburn, Jean Harlow, Joan Crawford és Carole Lombard.
1936-ban kissé túlkoros Mercutióként is remek alakítást nyújtott a George Cukor Rómeó és Júliájában. A következő években is inkább mellékszerepekben játszott. Utolsó filmje az 1941-es Playmates volt, ahol saját magát alakította.

## Halála
Barrymore rosszul lett Rudy Wallee rádiós műsorában, majd a kórházi szobájában halt meg 1942. május 29-én. Halála előtt állítólag ezek voltak utolsó szavai: "Meghalok? Nemet kellene mondanom kedves barátaim. Egy Barrymore se engedné, hogy ilyen megszokott dolog történjen vele." Bár Gene Fowler Barrymore-ról szóló életrajzi könyvében másképp írja le az esetet. Fowler szerint John felnyögött, mintha mondani próbált volna valamit, mikor Lionel bátyja megkérte, hogy ismételje meg csak azt felelte: "Hallottad Mike." (Lionelt Mikenak becézte Barrymore).
A temetésre június 2-án került sor a Calvary Cemeteryben Los Angelesben. A családtagok mellett megjelent utolsó exfelesége Elaine Barrie és olyan nívós hollywoodi producerek, mint Louis B. Mayer és David O. Selznick is. Évekkel később fia a újratemette a philadelphiai Mount Vernon Cemeteryben.

## Fontosabb filmjei
- 1939 - Éjfél (Midnight) - Georges Flammarion
- 1938 - Marie Antionette - XV. Lajos
- 1937 - Orgonavirágzás (Maytime) - Nicolai Nazaroff
- 1936 - Rómeó és Júlia (Romeo and Juliet) - Mercutio
- 1934 - Huszadik század (Twentieth Century) - Oscar Jaffe
- 1933 - Vacsora nyolckor (Dinner at Eight) - Larry Renault
- 1932 - Búcsú a szerelemtől (A Bill of Divorcement) - Hilary Fairfield
- 1932 - Grand Hotel - Felix von Gaigern báró
- 1932 - Arséne Lupin - Arséne Lupin
- 1931 - Svengali (Noah's Ark) - Svengali
- 1930 - Moby Dick - Ahab kapitány
- 1926 - Don Juan - Don Juan de Marana
- 1924 - Beau Brummel - Gordon Bryon Brummel
- 1922 - Sherlock Holmes - Sherlock Holmes
- 1920 - Dr. Jekyll és Mr. Hyde (Dr. Jekyll and Mr. Hyde) - Dr. Henry Jekyll

## Fordítás
- Ez a szócikk részben vagy egészben  a   John_Barrymore című angol Wikipédia-szócikk fordításán alapul.  Az eredeti cikk szerkesztőit annak laptörténete sorolja fel. Ez a jelzés csupán a megfogalmazás eredetét és a szerzői jogokat jelzi, nem szolgál a cikkben szereplő információk forrásmegjelöléseként.